# Vladař (titul)
Vladař (německy Regierer) byl specificky a výlučně český titul nejvyšší zemské šlechty, který označoval správce nedělitelného majetku v rámci rodu. Tomuto správci, jenž byl zároveň hlavou rodiny, ostatní členové rodu podléhali. Protože byl titul vladaře panovníkem potvrzován jen velmi zřídka a vždy pouze nejvýznamnějším knížecím, hraběcím a panským rodům, představoval zároveň nesmírně prestižní ocenění, které v českých poměrech dávalo svému nositeli prakticky knížecí důstojnost.

## Původ a význam titulu a institutu

### Hospodářský význam
Česká středověká a předbělohorská šlechta se oproti šlechtě západoevropské vyznačovala tím, že neznala princip dědické primogenitury, který byl v rozporu se zemským právem. Všichni synové proto dědili otcův majetek vždy rovným dílem, což mělo často za následek úplné rozdrobení a zánik velkých rodových majetků během jedné či dvou generací. Ve snaze tomu zabránit se ujala instituce tzv. nedílu, tedy společné správy majetku všemi mužskými členy rodu. Nedíly ale neměly ochranu ze strany zemského práva a každý nedílový vlastník mohl rodinu požádat o vyplacení či udělení svých pozemků. K tomu ostatně nezřídka docházelo, pokud mezi spoluvlastníky nepanovala shoda. Předbělohorské české země znaly jen jedinou obdobu pobělohorského fideikomisu, a to institut vladařství, přes sto let ovšem držený výlučně v rukách hlavy rodu Rožmberků. Vladařství znamenalo, že vladař byl správcem rodinného majetku, z nějž jednotlivým členům rodiny vyplácel rentu a sám nemohl s majetkem nakládat svévolně. Vladařství se také dědilo v primogenituře, novým vladařem se tedy stával vždy prvorozený dospělý syn předchozího vladaře, příp. existovaly právní nástroje pro výběr vladaře, pokud by předchozí podmínka nemohla být splněna (pokud například vladař zemřel bezdětný, dědil hodnost bratr či synovec apod.). Pozdější fideikomisy fungovaly na podobném principu, ovšem nenavazovaly na vladařství, nýbrž šlo o import západoevropského práva. Fideikomisy byly navíc chráněny přímo panovníkem. V předbělohorských Čechách byl institut vladařství oproti fideikomisům záležitostí spíše křehkou. Na rožmberském dominiu, dlouho jediném českém vladařství došlo např. roku 1519 k rozdělení majetku formálnímu vladařství navzdory. Opětovné spojení dominia se zdařilo především díky postupnému vymírání jednotlivých bratrů.

### Společenský význam
Hodnost vladaře dávala svému nositeli také mimořádné postavení v rámci českého panstva. Hlava rožmberského rodu se tak titulovala od roku 1418, tedy od časů Oldřicha II. Za vladařství Voka II. v roce 1493 získali Rožmberkové tento titul oficiálně a rožmberské vladařství dostalo platnost zemského zákona. Titul vladaře od té doby dával hlavě rožmberského rodu přednost nejen v rámci rodu, ale před všemi českými panskými rody. Dokladem toho byla i knížecí titulatura: Vysoce urozený (německy Hoch- und Wohlgeboren), zatímco čeští páni byli pouze Urození (Wohlgeboren). Rožmberkové si žárlivě střežili své postavení, což se projevilo především ve sporu o postavení Viléma z Rožmberka s Jindřichem IV. z Plavna, který se snažil získat přednost v českém panském stavu z titulu purkrabího míšeňského, k němuž se vázal i titul říšského knížete. Výlučnost vladařství vymírajících Rožmberků však byla porušena již v roce 1608, když titul vladaře svého domu získal Karel z Lichtenštejna spolu s knížecím titulem. Přesto se však prestiž titulu vladaře udržela i po Bílé hoře, kdy několik českých aristokratů získalo titul knížete a čestný predikát Vysoce urozený byl za zásluhy udílen i bez vladařství během celého 17. století hrabatům a pánům (říšská hrabata ho nakonec měla od roku 1715 udělen paušálně). Prestiž vladařství ukazuje příklad Viléma Slavaty, který se prezentoval jako dědic odkazu Rožmberků a titul si nechal Ferdinandem II. udělit, ačkoli "Vysoce urozený" a nadto hrabě, byl již od roku 1621.

## Čeští vladaři
- 1493 Vladař Domu rožmberského potvrzeno pro Voka II. z Rožmberka. Titul vyhasl roku 1611.
- 1608 (8. srpna) Vladař Domu lichtenštejnského uděleno spolu s knížecím titulem Karlu z Lichtenštejna. Titul je platný formálně do roku 1918, v Lichtenštejnsku teoreticky i v současnosti (2018), protože rod Lichtenštejnů je rodem žijícím.
- 1621 (10. dubna) Vladař Domu martinického spolu s hraběcím titulem pro Jaroslava Bořitu z Martinic, kterému bylo navíc 23. března 1634 přiznáno ještě druhé vladařství jako Vladař Domu smečenského.[8] Obě vladařství přetrvala do vymření Martiniců po meči roku 1789.
- 1622 (15. září) Vladař Domu valdštejnského a frýdlantského spolu s hraběcím titulem a palatinátem pro Albrechta z Valdštejna, který byl v následujících dvou letech povýšen na říšského i českého knížete a nakonec získal i důstojenství frýdlantského vévody a prakticky suverénní panovnická práva, jeho vladařství se vztahovalo mj. na frýdlantské a jičínské panství.[9] Titul vyhasl roku 1634.
- 1624 (17. srpna)[10] Vladař Domu lobkovického udělený spolu s říšským knížecím titulem knížeti Zdeňku Vojtěchu z Lobkovic, v rodu Lobkoviců se titul vladaře užívá neformálně i v současnosti.[11] Titul je formálně platný do roku 1918, neformálně jej může hlava rodu užívat až do vymření rodové posloupnosti.
- 1625 (1. listopadu)[12] Vladař Domu hradeckého pro hraběte Viléma Slavatu z Chlumu a Košumberka, pojato jako rožmberské dědictví a vázáno na majorát v Jindřichově Hradci. Slavata titul získal spolu s potvrzením přednostního postavení před všemi českými hrabaty a pány (včetně zemských úředníků) pro něj a tři další přední šlechtice.[13][6] Titul vyhasl 5. vladařem Leopoldem Vilémem Slavatou v roce 1691.[14]
- 1716 (25. dubna)[15] Vladař Domu hradeckého a chudenického pro hraběte Františka Josefa Černína, potvrzeno jako dědictví po vymřelých Slavatech, neboť Černín byl ženat s dcerou z tohoto rodu, vladařství se vedle hradeckého panství vztahovalo i na panství chudenické.[16] Titul formálně ztratil právní opodstatnění v roce 1918, neformálně jej může užívat hlava černínského rodu až do vymření rodové posloupnosti.

Rakouský genealog Karl Friedrich von Frank zmiňuje také titul Vladař Domu mikulovského, který údajně byl udělen roku 1624 spolu s knížecím titulem Františkovi, kardinálu z Ditrichštejna a vázán na mikulovské panství. Dostupná česká literatura ovšem takové vladařství nezaznamenává a navíc uvádí, že Ditrichštejn nechal v roce 1634 zřídit v Mikulově majorátní fideikomis, což by jako vladař již učinit nemusel.
Zvláštností českých vladařství je skutečnost, že ač se jedná o specificky českou hodnost, nebyly všechny vladařské diplomy vydány v české dvorské kanceláři a tedy z pravomoci českého krále. Obě vladařství Martiniců, vladařství Albrechta z Valdštejna, Lobkoviců i nejisté vladařství Ditrichštejnů vydala říšská dvorská kancelář a de iure tak jde o tituly Svaté říše římské. Vladařství Lichtenštejnů stvrdil výnos osobní kanceláře Matyáše Habsburského, který v dané době byl nezpochybnitelným panovníkem toliko v obojích Rakousích a na Moravě. Pouze vladařství Rožmberků, Slavatů a Černínů, které bylo ostatně postupně přenášeno z jednoho rodu na druhý, vždy vystavila kancelář s působností pro země Koruny české.